# Siegener Kreisbahn El 3
Als Siegener Kreisbahn El 3 wurde eine vierachsige Elektrolokomotive mit Mittelführerstand bezeichnet, die 1925 von der Siegener Eisenbahnbedarf A. G. hergestellt und im Rangier- sowie Güterverkehr bei der Siegener Kreisbahn eingesetzt wurde.
Die Maschine war bis zum Ende des elektrischen Betriebes bei der Kleinbahn in Betrieb und wurde dann ausgemustert sowie verschrottet.

## Geschichte und Einsatz
Schon früh erkannte die Siegener Kreisbahn, dass der Betrieb mit nur zwei elektrischen Lokomotiven auf Dauer betriebliche Nachteile mit sich bringen würde. War eine Lokomotive zur planmäßigen Revision, durfte die andere nicht ausfallen, um den Betrieb nicht zu gefährden. Zudem waren die beiden El 1–2 aus dem Jahr 1908 nicht sonderlich stark und stießen mehrfach an ihre Belastungsgrenze. Die Beschaffung einer stärkeren Lokomotive war 15 Jahre früher geplant, erst 1925 kam es auf Grund der politischen Verhältnisse zur Lieferung dieser Lokomotive, die die Betriebsnummer 3 erhielt.
Der mechanische Teil wurde von der Siegener Eisenbahnbedarf (SEAG) gefertigt, der elektrischen Teil kam von den Siemens-Schuckertwerken (SSW), der Einbau wurde unter Anleitung von SSW-Fachleuten bei der SEAG durchgeführt. Das Lokpersonal konnte sich wegen der komplizierteren Steuerung zunächst nicht mit der Lokomotive anfreunden und bevorzugte lieber die Vorgängermaschinen. Ab 1927 wurde sie jedoch bevorzugt eingesetzt. Im Geschäftsbericht der Kleinbahn wurde festgehalten, dass bei der Lok mit der gleichen Lokomotiv-Kilometerzahl fast 23 % höhere Beförderungswerte erreicht wurden. Die Lokomotive war 40 Jahre im Dienst und wurde 1969 ausgemustert sowie verschrottet. Es gab seitens der Deutschen Gesellschaft für Eisenbahngeschichte (DGEG) Bestrebungen, die Lok fahrfähig zu erhalten. Die Siegener Kreisbahn hatte daran kein Interesse, sodass die DGEG eine andere Lokomotive auswählte.

## Technik
Die Lokomotive war als Brückenrahmenlokomotive in Nietkonstruktion mit schweren U-Profilen gestaltet und besaß zwei zweiachsige Drehgestelle. In diesem Rahmen waren die Drehgestelle drehbar gelagert, die mit Vollrädern aus dem Güterwagenbau ausgerüstet waren. Die Lokomotive war für einen Halbmesser von 80 m verwendbar und konnte demzufolge nicht alle Anschlussgleise der Kleinbahn befahren. Damit die Drehgestelle im Fall einer Entgleisung nicht zu weit ausschlugen, waren sie mit sogenannten Begrenzungsketten versehen worden. Sie besaß einen einfachen Bahnräumer, der zur Bauzeit umlaufend um den Drehgestellrahmen ging sowie zusätzlich zur Zug- und Stoßeinrichtung eine Trompetenkupplung, um die Transportwagen für die Versorgung des Siegener Kraftwerkes zu verschieben. Mit Beendigung dieser Transporte wurde die Trompetenkupplung entfernt. Diagonal an der Pufferbohle war jeweils ein Rangiertritt angeordnet. Die Aufbauten bestanden aus einem mittleren Führerstand und langen Vorbauten. Ursprünglich mit zwei Spitzenleuchten ausgestattet, zwischen denen sich ein Belüftungsgitter befand, wurde später ein Dreilicht-Spitzensignal eingebaut, da die Lok auf Gleisen der Vollbahn fuhr.
Jede Achse der Lokomotive wurde von einem Gleichstrommotor von SSW angetrieben, der mit Tatzlagerantrieb im Drehgestellrahmen gelagert war und über ein geradverzahntes Getriebe die Achsen antrieb. Technisch wäre es möglich gewesen, die Lokomotive mit einer Höchstgeschwindigkeit von 40 km/h zu betreiben, aus Zulassungsgründen war sie jedoch auf 20 km/h beschränkt. Zusätzlich zu der in den Vorbauten liegenden elektrischen Ausrüstung besaß sie einen Transformator zur Erzeugung der Bordspannung von 110 V. Zur Regelung der Leistung und Geschwindigkeit besaß die Lok eine Schleifring-Fahrmotorsteuerung mit einem Bedienungs-Handrad. Der Stromabnehmer war ohne Zwischengerüst auf dem Dach gelagert. Die Lokomotive besaß einen Hauptschalter von SSW, der als Hochleistungsschalter ausgeführt war. Von dort führten die Stromkabel zur Fahrmotorsteuerung und von dort zu den Fahrmotoren. Bremstechnisch war die Lok mit einer indirekten Bremse Bauart Knorr ausgerüstet. Die Lokomotive besaß zuzüglich zum Spitzensignal an den Vorbauten platzierte, bei Straßenbahnen übliche Richtungsanzeiger. Zudem erhielt sie zur Verbesserung der Sicherheit zwei Rückspiegel sowie in den letzten Jahren gelb-schwarz lackierte Begrenzungsanzeiger. Zur Signalgebung besaß sie eine Druckluftpfeife sowie ein Druckluftläutewerk.